# 김균
김균(金稛, ? ~ 1398년 8월 10일)은 고려 말, 조선 초의 문신으로, 본관은 경주(慶州)이다. 김원정(金元鼎)의 10대손이다.

## 생애
1360년(공민왕 9) 성균시(成均試)에 합격했으나, 문과에는 급제하지 못했다.
이후 도제고판관(都祭庫判官) 등을 거쳐 근시(近侍)에 속하게 되면서 조준(趙浚)과 친구가 되었는데, 조준이 국정을 맡게 되자 여러 차례 천직(遷職)되어 전법판서(典法判書)에 이르렀다.
1392년(공양왕 4) 6월 밀직부사(密直副使)에 제수되었다가, 동년 7월 조선이 개국될 때 태조(太祖)를 추대한 공으로 개국 3등공신에 책록되어 익대공신(翊戴功臣)의 호를 받고 중추원부사(中樞院副使)에 제수되었다.
이듬해 계림군(雞林君)에 봉해졌으며, 1398년(태조 7)에 졸했다.
시호는 제숙(齊肅)이다.

## 묘역
《김균선생묘》는 경기도 광주시 능평동에 있다. 묘역은 담으로 둘러져 있고 봉분은 아랫부분에 둘레석을 둘렀다. 묘 앞에는 상석·향로석이 있고, 그 앞에 장명등(長明燈:무덤 앞에 세우는 돌로 만든 등)이 있으며 좌우로 문인석 2쌍, 석양(石羊)과 망주석이 각 1쌍씩 배열되어 있다. 상석의 왼쪽에 묘비가 있으며, 묘역 앞쪽 약 80m 지점에는 신도비(神道碑:왕이나 고관 등의 평생 업적을 기리기 위해 무덤 근처 길가에 세운 비)가 있는데, 비문은 송병선이 짓고 윤용구가 글을 써서 1905년에 건립한 것이다. 비문의 내용으로 보아 현재 묘역의 건립 시기는 18세기 후반으로 보이며, 묘비는 그 후에 세워진 것으로 추정된다. 1987년 2월 12일 경기도의 기념물 제105호로 지정되었다.
《계림군 부조묘》는 전북 임실군 삼계면 후천로 43에 있다. 계림군 김균의 8대손 취수당 김성진이 임실 삼계(당시 남원 아산방)에 입향하면서 이곳에 옮겨졌으나, 사당의 면모를 갖추지 못하고 있다가, 1660년경 참판공 김시진이 전라감사 재임시절에 사당을 창건하였고, 1824년 중건하였다. 그리고 1996년 김진억 임실군수에 의해 중수되어 현재에 이르고 있다.

## 가족 관계
- 증조 - 김수(金粹)[5] : 예빈경(禮賓卿)
  - 조부 - 김기연(金起淵)[5] : 예의판서(禮儀典書)
    - 아버지 - 김지윤(金智允)[5] : 증(贈) 참지문하부사(參知門下府事)·동판도평의사사사(同判都評議使司事)
    - 어머니 - 미상
      - 첫째 부인 - 검교찬성사(檢校贊成事) 권현(權鉉)의 장녀[1]
        - 장남 - 김맹성(金孟誠, 1374년 ~ 1449년) : 지중추원사(知中樞院事), 희경공(僖敬公)
        - 차남 - 김중성(金仲誠, ? ~ 1450년) : 판봉상시사(判奉常寺事), 증 병조판서(兵曹判書), 김신민(金新民)의 아버지
        - 사위 - 신한(辛僩)[5] : 사헌장령(司憲掌令)

      - 둘째 부인 - 감찰지평(監察持平) 윤식(尹湜)의 차녀[5]
        - 3남 - 김계성(金季誠) : 산원(散員), 증 병조판서, 김종순(金從舜)의 아버지

## 같이 보기
- 김균선생묘 - 경기도 기념물 제105호
- 경주김씨 계림군파 - 계림군 김균을 파조로 하며, 임실군 삼계면에 대종가와 부조묘가 있다.